# Ludizem
Ludizem izhaja iz gr. besede ludus, kar pomeni igra. Pri ludizmu se pesniški subjekt drugače postavlja nasproti svoji dejavnosti, je igralec, kombinatorik, hazarder. Ludist je suveren igralec, saj naključje postane dejavnik svobode.
V liriki je ludizem oznaka za težnje v sodobni avantgardistični literaturi, ki jim je umetnostno ustvarjanje poseben primer "igre". Poetičnost temelji na svobodni, spontani igri z jezikom. V ludizmu je igrivost socialno-moralni ideal kot model prave življenjske in duhovne svobode.
Začetnik in utemeljitelj ludizma na Slovenskem je Tomaž Šalamun.